# VMRO–DPMNE
VMRO-DPMNE són les sigles de l'Organització Revolucionària Interior Macedònia - Partit Democràtic per la Unitat Nacional Macedònia (macedònic Внатрешна македонска револуционерна организација – Демократска партија за македонско национално единство, Vnatrešna Makedonska Revolucionerna Organizacija – Demokratska Partija za Makedonsko Nacionalno Edinstvo), partit polític de Macedònia del Nord de centredreta. És partidari de l'entrada de Macedònia del Nord a l'OTAN i és membre observador de la Unió Internacional Demòcrata i del Partit Popular Europeu. El primer President de la VMRO-DPMNE i fundador va ser Ljubco Georgievski, i l'actual president del partit és Hristijan Mickovski.

## Història

### Orígens
El nom del partit prové de l'Organització Revolucionària Interior Macedònia, un moviment insurgent del segle xix. L'organització original va ser suprimit en la dècada de 1930, moment en què el territori de l'actual Macedònia del Nord era part del Regne de Iugoslàvia. El VMRO-DPMNE reclama ascendència ideològica de l'antiga VMRO.
Després de la mort de Josip Broz Tito el 1980, Iugoslàvia va començar a desintegrar-se i la política democràtica es va reprendre a Macedònia. Molts exiliats van tornar a Macedònia del Nord i una nova generació de joves intel·lectuals de Macedònia del Nord redescobriren la història del nacionalisme macedoni. En aquestes circumstàncies, no és sorprenent que es reviscolés el famós nom dels rebels macedonis. El partit va ser fundat el 17 de juny de 1990 a Skopje sota el nom VMRO-DPMNE.

### Trajectòria a les eleccions
Després de les primeres eleccions lliures el 1990, el VMRO-DPMNE es va convertir en el partit més fort al Parlament. No va formar govern perquè no va aconseguir la majoria d'escons, cosa que el forçava a formar una coalició amb un partit d'ètnia albanesa, però es va negar a fer-ho. El partit va boicotejar la segona volta de les eleccions legislatives macedònies de 1994, al·legant frau en la primera ronda. En el Congrés de Kičevo de 1995, veient que no podria obtenir suport internacional per a formar un govern nacionalista, VMRO-DPMNE es va convertir en un partit moderat, amb una orientació demòcrata cristiana.
Després de guanyar les eleccions legislatives macedònies de 1998, el VMRO-DPMNE va sorprendre a tothom amb la formació d'un govern de coalició amb un partit ètnic albanès, el Partit Democràtic dels Albanesos. Després de la seva victòria a les eleccions, es va formar un nou govern amb Ljubco Georgievski, com a primer ministre de Macedònia. VMRO El 1999 el candidat del VMRO-DPMNE Boris Traikovski va ser elegit president de Macedònia. Un cop en el càrrec, Traikovski adoptà una política més moderada del que s'esperava.
El govern del VMRO-DPMNE govern va ser derrotat a les eleccions legislatives macedònies de 2002, en les que va obtenir 28 escons aliats del Partit Liberal de Macedònia. El 2004 Traikovski va morir en un accident d'avió i Branko Tsrvènkovski fou elegit president, derrotant el candidat del VMRO-DPMNE Saško Kedev.
A les eleccions legislatives macedònies de 2006 la coalició que encapçalava va obtenir 44 escons de 120, la més votada del parlament, i formà novament un govern de coalició amb el Partit Democràtic dels Albanesos. El 15 maig 2007, el partit es va convertir en un membre observador del Partit Popular Europeu (PPE).
L'1 de juny de 2008, després de la tempestuosa dissolució de l'Assemblea de la República de Macedònia el 12 d'abril de 2008, es van celebrar eleccions parlamentàries anticipades. Les eleccions van ser seguides per una sèrie d'incidents violents a les zones nord-occidentals de Macedònia, on la minoria albanesa hi era majoria, mentre que a altres parts de Macedònia, les eleccions es van fer de manera pacífica. El resultat de les eleccions legislatives macedònies de 2008 fou una nova victòria per al VMRO-DPMNE i pel seu cap i primer ministre Nikola Gruevski. Dels 120 escons va guanyar 63, sufients per a formar el seu propi govern.
El 2009, el partit va assolir dos grans èxits. Mentre que la coalició del VMRO-DPMNE Per a una Macedònia millor va guanyar a 56 dels 84 municipis, el candidat del partit Gorge Ivànov també va guanyar les eleccions presidencials macedònies de 2009.
El 17 d'abril del 2011 van saltar a l'escena internacional pels seus violents atacs als Testimonis de Jehovà de la ciutat de Burgàs, a Bulgària, mentre aquests (entre els quals s'incloïen nens i ancians) estaven reunits a un Saló del Regne celebrant la commemoració de la mort de Jesús.

## Resultats electorals

### Eleccions presidencials
| Any  | Candidat                    | Vots     | %           | Vots     | %           | Resultat |
| Any  | Candidat                    | 1a volta | 1a volta    | 2a volta | 2a volta    | Resultat |
| ---- | --------------------------- | -------- | ----------- | -------- | ----------- | -------- |
| 1994 | Ljubiša Georgievski         | 197,109  | 21,6 / 100  | -        | -           | Derrota  |
| 1999 | Boris Trajkovski            | 219,098  | 21,1 / 100  | 582,808  | 53,2 / 100  | Sí       |
| 2004 | Saško Kedev                 | 309,132  | 34,1 / 100  | 329,179  | 37,4 / 100  | Derrota  |
| 2009 | Gjorge Ivanov               | 345,850  | 35,04 / 100 | 453,616  | 63,14 / 100 | Sí       |
| 2014 | Gjorge Ivanov               | 449,442  | 51,69 / 100 | 534,910  | 55,28 / 100 | Sí       |
| 2019 | Gordana Siljanovska-Davkova | 318,341  | 44,16 / 100 | 377,713  | 46,41 / 100 | Derrota  |
| 2024 | Gordana Siljanovska-Davkova | 363,085  | 41,21 / 100 | 561,000  | 69,01 / 100 | Sí       |

### Eleccions legislatives
| Any  | Líder              | Vots     | Vots         | %            | Escons   | +/– | Pos. | Govern            |
| ---- | ------------------ | -------- | ------------ | ------------ | -------- | --- | ---- | ----------------- |
| 1990 | Ljubčo Georgievski | 1a volta | 154,101      | 14.3%        | 38 / 120 | 38  | 1r   | Oposició          |
| 1990 | Ljubčo Georgievski | 2a volta | 238,367      | 29.9%        | 38 / 120 | 38  | 1r   | Oposició          |
| 1994 | Ljubčo Georgievski | 1a volta | 141,946      | 14.3%        | 0 / 120  | 38  | -    | Extraparlamentari |
| 1994 | Ljubčo Georgievski | 2a volta | Boicotejades | Boicotejades | 0 / 120  | 38  | -    | Extraparlamentari |
| 1998 | Ljubčo Georgievski | 1a volta | 312,669      | 28.1%        | 49 / 120 | 49  | 1r   | Govern            |
| 1998 | Ljubčo Georgievski | 2a volta | 381,196      | 49%          | 49 / 120 | 49  | 1r   | Govern            |
| 2002 | Ljubčo Georgievski | 298,404  | 298,404      | 25%          | 33 / 120 | 16  | 2n   | Oposició          |
| 2006 | Nikola Gruevski    | 303,543  | 303,543      | 32.5%        | 45 / 120 | 12  | 1r   | Govern            |
| 2008 | Nikola Gruevski    | 481,501  | 481,501      | 48.48%       | 63 / 120 | 18  | = 1r | Govern            |
| 2011 | Nikola Gruevski    | 438,138  | 438,138      | 39.98%       | 56 / 123 | 7   | = 1r | Govern            |
| 2014 | Nikola Gruevski    | 481,615  | 481,615      | 42.98%       | 61 / 123 | 5   | = 1r | Govern            |
| 2016 | Nikola Gruevski    | 454,519  | 454,519      | 38.14%       | 51 / 120 | 10  | = 1r | Oposició          |
| 2020 | Hristijan Mickoski | 315,344  | 315,344      | 34.57%       | 44 / 120 | 7   | 2n   | Oposició          |
| 2024 | Hristijan Mickoski | 436,407  | 436,407      | 44.58%       | 58 / 120 | 14  | 1r   | Govern            |